# آرتور بارون
آرتور بارون (انگلیسی: Arthur Borren؛ زادهٔ ۵ ژوئن ۱۹۴۹) بازیکن هاکی روی چمن اهل نیوزیلند بود.